# Siemens Open 2005
Il Siemens Open 2005 è stato un torneo di tennis facente parte della categoria ATP Challenger Series nell'ambito dell'ATP Challenger Series 2005. Il torneo si è giocato a Scheveningen nei Paesi Bassi dal 4 al 10 luglio 2005 su campi in terra rossa.

## Vincitori

### Singolare
Melle Van Gemerden ha battuto in finale  Kristof Vliegen con il punteggio di 6–4, 6–3

### Doppio
Julien Benneteau /  Édouard Roger-Vasselin hanno battuto in finale  Steve Darcis /  Kristof Vliegen con il punteggio di 5–7, 7–5, 7–6(5)